# Павлодарский государственный университет
НАО Торайгыров Университет (изначально — Павлодарский индустриальный институт, с 1996 по 2020 год — Павлодарский государственный университет имени С. Торайгырова) — высшее учебное заведение в городе Павлодар (Казахстан).
Университет осуществляет подготовку специалистов на базе 9 факультетов и 11 научно-практических центров, консалтингового центра и студенческого конструкторского бюро.

## История
НАО Торайгыров Университет был создан в мае 1996 года на базе индустриального института, образованного в 1960 году на основе Постановления Совета Министров СССР от 20 сентября 1960 года, который открылся 1 декабря того же года, и до июля 2020 года носил название Павлодарского Государственного Университета имени С. Торайгырова. Размещался институт в двух казармах и 10 одноэтажных бараках бывшего 24-го военного училища. На трех факультетах — машиностроительном, инженерно-строительном и энергетическом — обучалось 400 студентов. Занятия вели 16 преподавателей, из которых только один имел учёное звание доцента.
Сегодня НАО Торайгыров Университет — многопрофильное высшее учебное заведение. В вузе обучается около 10000 студентов, более чем по 63 специальностям. Подготовку осуществляет 530 преподавателей из них 20 профессоров, 40 докторов наук и 177 кандидатов наук, 104 доцента.
Основные направления научно-исследовательских работ, проводимых в Торайгыров университете, это энергетика и энергосберегающие технологии, строительство, машиностроение, исследования в области педагогика психологии, экологический мониторинг, охрана окружающий среды, рациональное использование природных ресурсов, проблемы экономики региона, социолингвистические и лингвокультурологические исследования проблемы высшей школы и подготовки кадров.
В сквере перед главным корпусом Павлодарского Государственного Университета им. С. Торайгырова в 2003 г. установлены на постаментах бюсты 9 выдающихся деятелей, выходцев из Павлодарской области. Эта экспозиция получила название Аллея бюстов просветителей и академиков.
На базе ВУЗа функционирует 9 факультетов: естественных наук, инженерии, сельскохозяйственных наук (ранее — Агротехнологический факультет), гуманитарных и социальных наук, экономики и права, энергетики, архитектуры и строительства,  Computer Science, Foundation.

## Рейтинги
В 2014 году агентство «Эксперт РА», включило ВУЗ в список лучших высших учебных заведений Содружества Независимых Государств, где ему был присвоен рейтинговый класс «D» (приемлемый уровень подготовки выпускников).
Согласно Национальному рейтингу лучших многопрофильных вузов Казахстана за 2019 год, университет занял 5-е место, набрав 48.76 балла из 100 возможных.

## Знаменитые преподаватели и выпускники
- Ахметов, Даниал Кенжетаевич
- Ибрагимов, Алмаз Турдуметович
- Канапьянов, Сержан Мусаханович
- Набиев, Нурлан Абзалович
- Николайчук, Николай Алексеевич
- Валиев, Роман Газизович
- Сулейменов, Тимур Муратович
- Бегентаев, Мейрам Мухаметрахимович
- Зарипбаев, Азамат Токенович
- Абельдинов, Жанибек Жанатович